# Tablica pamiątkowa poświęcona oddziałom Garnizonu Suwałki z lat 1919-1939

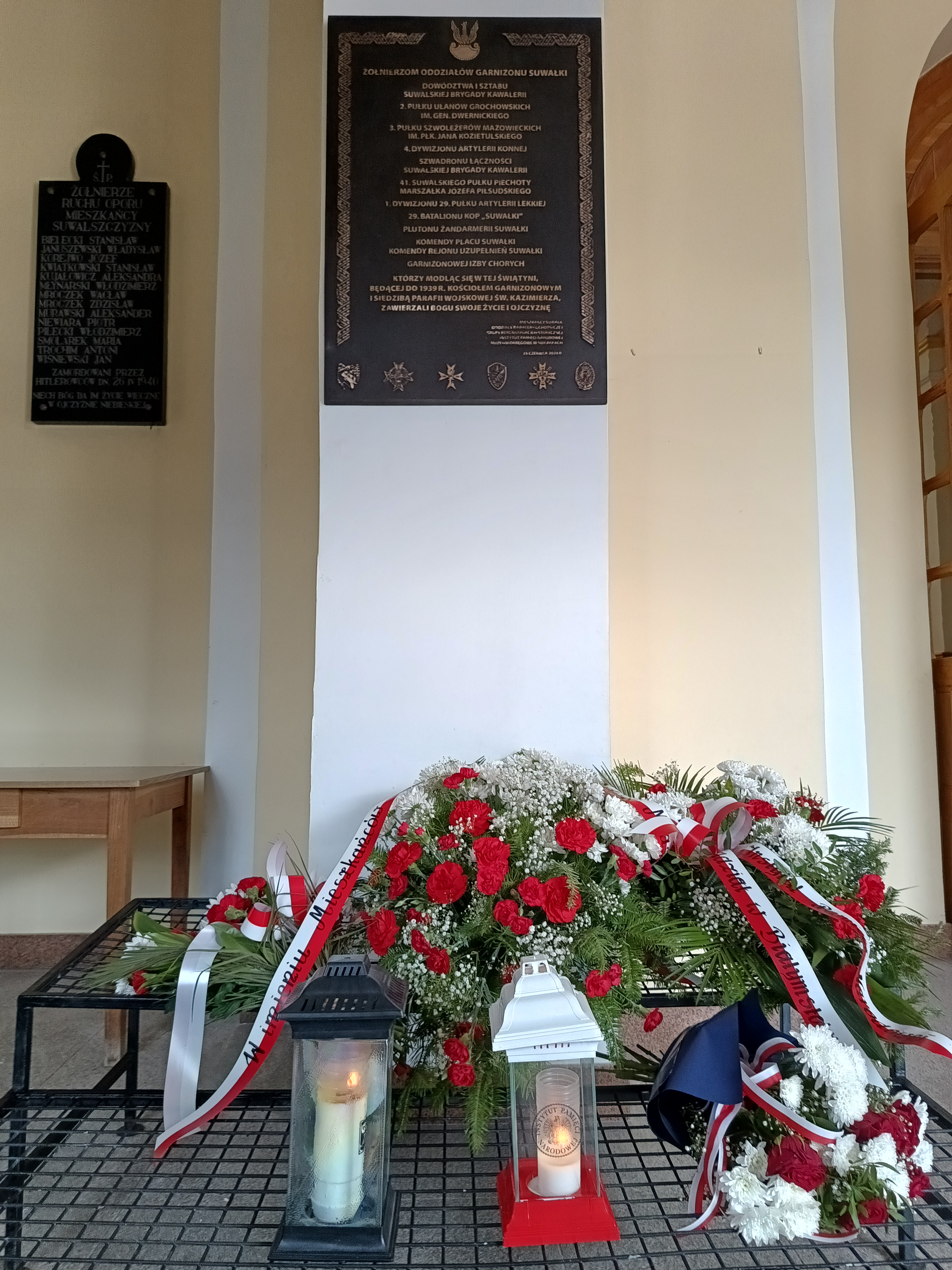
Tablica pamiątkowa poświęcona oddziałom Garnizonu Suwałki 1919-1939. Kościół św. Apostołów Piotra i Pawła w Suwałkach

Tablica pamiątkowa poświęcona oddziałom Garnizonu Suwałki z lat 1919-1939

## Historia tablicy
W ramach XXIII Pikniku Kawaleryjskiego 15 czerwca 2024 roku w dawnym kościele garnizonowym, a obecnie kościele pod wezwaniem św. Apostołów Piotra i Pawła, odsłonięto tablicę pamiątkową poświęconą pamięci oddziałów wojskowych Garnizonu Suwałki w latach 1919-1939.

Fundatorami pamiątki byli Instytut Pamięci Narodowej. Oddział w Białymstoku, Miasto Suwałki, Powiat Suwałki, Gmina Suwałki, Oddziały Kawalerii Ochotniczej oraz prywatni darczyńcy. 

Odsłonięciu i poświęceniu tablicy towarzyszyła msza święta odprawiona w kościele św. Apostołów Piotra i Pawła, przy ulicy Wojska Polskiego 36. W uroczystościach uczestniczyli potomkowie żołnierzy i oficerów suwalskiego garnizonu, m.in. Alicja Lutostańska oraz Krzysztof Gerula ponadto przedstawiciele suwalskich władz (m.in. prezydent Czesław Renkiewicz i przewodniczący Rady Miasta Zdzisław Przełomiec), poseł Jarosław Zieliński wraz z małżonką i mieszkańcy miasta. Natomiast asystę wojskową pełniły: 14 Suwalski Pułk Przeciwpancerny im. Marszałka Józefa Piłsudskiego, 1 Batalion Zmechanizowany Szwoleżerów Mazowieckich, 12 Batalion Obrony Pogranicza 1 Podlaskiej Brygady Wojsk Obrony Terytorialnej. Ponadto w uroczystościach wzięły udział także grupy rekonstrukcyjne m.in. Stowarzyszenia Ułanów Grochowskich im. Józefa Dwernickiego, Szwadronu Honorowego 3 Pułku Szwoleżerów Mazowieckich im. płk. Jana Kozietulskiego i GRH Garnizonu Suwałki. 

Organizatorami uroczystości byli: ks. kan. Tadeusz Rynkiewicz – proboszcz parafii św. Apostołów Piotra i Pawła, rtm. Kaw. Och. Piotr Szakacz – dowódca Szwadronu Honorowego 3 Pułku Szwoleżerów Mazowieckich im. płk. Jana Kozietulskiego, dr Marek Jedynak – dyrektor oddziału IPN w Białymstoku i przede wszystkim Muzeum Okręgowe w Suwałkach.

## Tablica
Tablica metalowa, prostokątna o wymiarach 69x98 cm. Napisy w kolorze złotym. 

Tekst inskrypcji:

ŻOŁNIERZOM ODDZIAŁÓW GARNIZONU SUWAŁKI

DOWÓDZTWA I SZTABU

SUWALSKIEJ BRYGADY KAWALERII

2. PUŁKU UŁANÓW GROCHOWSKICH

IM. GEN, DWERNICKIEGO 

3. PUŁKU SZWOLEŻERÓW MAZOWIECKICH

IM. PŁK. JANA KOZIETULSKIEGO

4. DYWIZJONU ARTYLERII KONNEJ 

SZWADRONU ŁĄCZNOŚCI SUWALSKIEJ BRYGADY KAWALERII 

41. SUWALSKIEGO PUŁKU PIECHOTY

MARSZAŁKA JÓZEFA PIŁSUDSKIEGO 

1. DYWIZJONU 29. PUŁKU ARTYLERII LEKKIEJ 

29. BATALIONU KOP „SUWAŁKI”

PLUTONU ŻANDARMERII SUWAŁKI

KOMENDY PLACU SUWAŁKI

KOMENDY REJONU UZUPEŁNIEŃ SUWAŁKI

GARNIZONOWEJ IZBY CHORYCH

KTÓRZY MODLĄC SIĘ W TEJ ŚWIĄTYNI

BĘDĄCEJ DO 1939 R. KOŚCIOŁEM GARNIZONOWYM

I SIEDZIBĄ PARAFII WOJSKOWEJ ŚW. KAZIMIERZA

ZAWIERZALI BOGU SWOJE ŻYCIE I OJCZYZNĘ.

MIESZKAŃCY SUWAŁK

ODDZIAŁY KAWALERII OCHOTNICZEJ

GRUPY REKONSTRUKCJI HISTORYCZNEJ 

INSTYTUT PAMIĘCI NARODOWEJ

MUZEUM OKRĘGOWE W SUWAŁKACH

15 CZERWCA 2024 ROK. 